# Jézer-hegység
A Jézer-hegység (románul: Muntii Iezer) a Királykő, a Leaota és a Fogarasi-havasok által közrevett magashegység a Déli-Kárpátokban, Argeș megyében. Több hegycsúcs magassága meghaladja a 2400 métert, legmagasabb pontja a Vörös-hegy (Vârful Roșu, 2469 m).

A Jézer-hegység (3D animáció)

## Földrajz
Északról és nyugatról a Fogarasi-havasok, keletről a Királykő-hegység, délről  az Előkárpátok határolja. A félkör alakú Jézer-hegység teljes hossza 12 km, északon egy 7 km-es gerinccel kapcsolódik a Fogarasi-havasokhoz. Egybefüggő hegyvonulat, amelyet nem lehet részekre bontani. Ennek ellenére mégis létezik egy felosztás három hegycsoportra: nyugaton a Papau-csoport (2093 m), északnyugaton a Jézer-csoport (2469 m), északkeleten pedig a Papusa-csoport (2391 m). 
A Jézer-hegységből ered a Bukaresten is áthaladó Dâmbovița folyó, melyen a Pecineagu-víztározó (Lacul Pecineagu) található a hegység északi részén. A hegység déli határán fekszik az 1,9 km² területű Rausor-víztározó (Lacul Râușor).

## Éghajlat
A Jézer-hegység éghajlata nagyjából megegyezik a Fogarasi-havasok éghajlatával. 2000 méteren felül az évi átlaghőmérséklet fagypont alatt van, ezeken a helyeken a hó szinte soha nem olvad el nyáron. A hegység elhelyezkedése miatt a csúcsokon (főleg északnyugaton) a csapadékmennyiség meghaladja az 1300 mm-t. A szél sebessége elérheti a 25-30 m/s-t. Télen, nagy havazás után, az erdők hiánya miatt gyakoriak lavinák. A hó olvadását is elősegítő esőben vagy felhőszakadásban pedig a hegyoldalakon olyan nagy mennyiségű víz is lezúdulhat, hogy szinte mindent megsemmisít, ami az útjába kerül.

## Növényzet
1400-1500 méter magasságig főleg bükkerdőket találunk. A fenyvesek szintje 1650-1800 méterig nyúlik fel. 2200 méteren felül csak időszakos növényzet van.

## Külső hivatkozások
- Térkép
- Térkép Archiválva 2012. február 11-i dátummal a Wayback Machine-ben